# دون ألي
دون ألي (بالإنجليزية: Don Alley)‏ هو لاعب كرة قدم أمريكية أمريكي، ولد في 21 أبريل 1945 في شايان في الولايات المتحدة.

## وصلات خارجية
- دون ألي على موقع مرجع كرة القدم المحترفة.كوم (الإنجليزية)